# الرحاب (محافظة بدر الجنوب)
الرحاب هو مركزٌ سعوديٌ تابعٌ لمحافظة بدر الجنوب التابعة لمنطقة نجران، في المملكة العربية السعودية. المركز من الفئة (أ)، ورمزه 2441 حسب دليل الترميز الموحد للمناطق الإدارية بالمملكة العربية السعودية.